# Formiate-tétrahydrofolate ligase
La formiate-tétrahydrofolate ligase est une ligase qui catalyse la réaction :
ATP + HCOO− + tétrahydrofolate  {\displaystyle \rightleftharpoons }  ADP + Pi + 10-formyltétrahydrofolate.
Cette enzyme intervient notamment dans la branche du méthyle de la voie de Wood-Ljungdahl.